# Rum voor Kraakeiland
Rum voor Kraakeiland is een  stripverhaal uit de reeks van Jerom.

## Locaties
Dit verhaal speelt zich af op de volgende locaties:
- huis van professor Barabas, Haast-je-rep-je-straat, wijnhandel, Caraïbische Zee, Kraakeiland

## Personages
In dit verhaal spelen de volgende personages mee:
- Jerom, tante Sidonia, Odilon, professor Barabas, Hippoliet Tierenteyn (wijnhandelaar), boekaniers, Jacobus Enterdegen (kapitein), Oorlam (boekanier derde klasse)

## Het verhaal
Professor Barabas herinnert zich dat het de verjaardag van tante Sidonia is en haalt een fles port uit Napoleons tijd. Odilon is fan geworden van rugby en gooit de fles per ongeluk stuk. Professor Barabas besluit dan een nieuwe fles te halen, maar wordt bij zijn vriend Hippoliet neergeslagen. Hippoliet verdedigt zich, maar wordt meegenomen door drie piraten. Als professor Barabas weer bijkomt, vindt hij een enterhaak en een 17e-eeuwse kaart van de eilanden in de Caribische zee. Thuis bespreekt hij het voorval met zijn vrienden en ze zien een rode cirkel rond Kraakeiland, een beruchte schuilplaats van boekaniers. Deze boekaniers trokken zich niks aan van het monopolie van de Spanjaarden en werden de Broeders van de Kust genoemd. Ze aten het rauwe vlees uit de botten van runderen en varkens.
Enkele weken later varen de vrienden in de Caraïbische zee en Jerom vliegt met zijn motor om de omgeving te verkennen. Hij ziet een ouderwets galjoen en de kapitein dringt brandewijn met buskruit en ademt uit met een toorts bij zijn mond. Er ontstaat een steekvlam en Jerom valt bijna van zijn motor in de zee, maar kan nog bij het schip van zijn vrienden komen. De boekaniers schieten kanonskogels richting het schip en professor Barabas gebruikt zijn boordkanon. Een gifgroene straal verlamt de kanonnen op het galjoen, professor Barabas ontwierp het wapen om ijzer, brons en staal week te maken. Odilon wil het wapen ook gebruiken, maar maakt het per ongeluk stuk. Er zijn nog enkele kanonnen heel en de boekaniers beschieten het schip van de vrienden opnieuw. Jerom kaatst de kanonskogels terug en de boekaniers vluchten met hun galjoen.
De volgende ochtend komen de vrienden bij Kraakeiland en ze zien het galjoen in een baai. Jerom vliegt met Odilon op de motor naar het galjoen en vinden een handboek om likeur te destilleren. Professor Barabas herkent het boek, het is van zijn vriend Tierenteyn. Jerom en Odilon hebben ook flessen meegenomen van het galjoen en professor Barabas vertelt dat hier rum in bewaard werd. De vrienden vliegen met de motor naar het eiland en zien veel varkentjes. Jerom ontdekt een verlaten nederzetting en de vrienden besluiten daar te overnachten. Ook vinden de vrienden een oude musket. 's Nachts houdt Odilon de wacht, maar het lukt een boekanier om  brand te stichten. De nederzetting brandt af, maar de vrienden zijn ongedeerd. Jerom en Odilon vliegen over het eiland en redden een boekanier van een stier. Hij vertelt dat er boekaniers op het eiland wonen met vrouwen en kinderen. Ze stammen allemaal af van grote namen als Morgan, Houtebeen, Ollonois, etc. 
Het eiland ligt buiten de gewone zeeroutes en de inwoners hebben indringer goed geweerd. Oorlam beloofd om de vrienden naar kapitein Enterdegen te brengen, maar er is ook een ongeschreven wet die verbiedt contact met vreemdelingen te hebben. Er komen nog enkele boekaniers naar het kamp en ze nemen Oorlam mee. Jacobus Enterdegen veroordeelt Oorlam tot onderdompeling met de wip. Tierenteyn protesteert tegen deze straf, maar wordt weggestuurd en moet verder met destilleren. Dan komt Jerom bij de plek en Odilon gooit slaapgasgranaten. De boekaniers die de wip vasthouden vallen ook in slaap en Oorlam valt in het water. Jerom redt Oorlam en professor Barabas en tante Sidonia komen ook ter plaatse. Professor Barabas ziet Tierenteyn, maar zijn vriend vlucht weg. 
Jerom volgt Tierenteyn en neemt hem mee terug, waarna Enterdegen en Tierenteyn uitleggen dat de voorraad rum opraakte op het eiland waar de boekaniers al drie eeuwen gelukkig leefden. Ze besloten Tierenteyn te ontvoeren om hem nieuwe rum te laten maken. Tierenteyn vertelt dat hij op het eiland wil blijven wonen om rum te distilleren, hij wil niet terug naar de moderne beschaving. De vrienden begrijpen het en laten hem achter bij zijn nieuwe vrienden op het paradijselijke eiland. 